# Campionati mondiali di short track 2022
I Campionati mondiali di short track 2022 (ufficialmente ISU World Short Track Speed Skating Championships 2022) sono stati la 46ª edizione della competizione organizzata dall'International Skating Union (ISU). Le gare si sono svolte alla Maurice Richard Arena dall'8 al 10 aprile 2022 a Montréal, in Canada.

## Partecipanti
Hanno preso parte alla competizione pattinatori in rappresentanza di 28 nazioni.
Gli atleti e i funzionari appartenenti alle federazioni di Russia e Bielorussia non sono stati invitati a partecipare alle gare a causa dell'invasione russa dell'ucraina iniziata nel febbraio 2022. La decisione è stata assunta dall'ISU il 1º marzo 2022 a seguito della raccomandazione del Comitato Olimpico Internazionale (CIO) del 28 febbraio 2022, finalizzata a proteggere l'integrità delle competizioni sportive globali e per la sicurezza di tutti i partecipanti. È stato anche preservato il principio di reciprocità, considerato che il conflitto bellico è stato d'ostacolo alla partecipazione di alcuni pattinatori ucraini.
- Australia
- Austria
- Azerbaigian
- Belgio
- Bosnia ed Erzegovina
- Bulgaria
- Canada
- Croazia
- Rep. Ceca
- Francia
- Germania
- Gran Bretagna
- Ungheria
- Irlanda
- Israele
- Italia
- Lettonia
- Paesi Bassi
- Filippine
- Polonia
- Serbia
- Singapore
- Slovenia
- Corea del Sud
- Svizzera
- Turchia
- Ucraina
- Stati Uniti

## Podi

### Donne
| Evento                         | Oro                                                                          | Tempo/Punti | Argento                                                                         | Tempo/Punti | Bronzo                                                                      | Tempo/Punti |
| Classifica generale (dettagli) | Choi Min-jeong                                                               | 107 punti   | Kim Boutin                                                                      | 84 punti    | Xandra Velzeboer                                                            | 53 punti    |
| 500 m (dettagli)               | Choi Min-jeong                                                               | 2:23.594    | Kim Boutin                                                                      | 2:24.201    | Seo Whi-min                                                                 | 2:24.455    |
| 1000 m (dettagli)              | Choi Min-jeong                                                               | 1:27.956    | Kim Boutin                                                                      | 1:28.076    | Xandra Velzeboer                                                            | 1:29.144    |
| 1500 m (dettagli)              | Xandra Velzeboer                                                             | 42.476      | Kim Boutin                                                                      | 42.570      | Yara van Kerkhof                                                            | 46.642      |
| Staffetta 3000 m (dettagli)    | Corea del Sud Choi Min-jeong Kim A-lang Seo Whi-min Shim Suk-hee Park Ji-yun | 4:09.683    | Canada Kim Boutin Florence Brunelle Alyson Charles Courtney Sarault Danaé Blais | 4:09.717    | Paesi Bassi Rianne De Vries Selma Poutsma Yara van Kerkhof Xandra Velzeboer | 4:09.779    |

### Uomini
| Evento                         | Oro                                                                | Tempo/Punti | Argento                                                        | Tempo/Punti | Bronzo                                                                             | Tempo/Punti |
| Classifica generale (dettagli) | Shaoang Liu                                                        | 104 punti   | Pascal Dion                                                    | 63 punti    | Lee June-seo                                                                       | 55 punti    |
| 500 m (dettagli)               | Shaoang Liu                                                        | 40.573      | Quentin Fercoq                                                 | 40.647      | Stijn Desmet                                                                       | 40.710      |
| 1000 m (dettagli)              | Shaoang Liu                                                        | 1:25.462    | Lee June-seo                                                   | 1:25.529    | Kwak Yoon-gy                                                                       | 1:25.662    |
| 1500 m (dettagli)              | Shaoang Liu                                                        | 2:15.096    | Pascal Dion                                                    | 2:15.644    | Stijn Desmet                                                                       | 2:15.716    |
| Staffetta 5000 m (dettagli)    | Corea del Sud Han Seung-soo Kwak Yoon-gy Lee June-seo Park In-wook | 6:56.709    | Paesi Bassi Itzhak de Laat Friso Emons Sjinkie Knegt Sven Roes | 6:56.786    | Canada Pascal Dion Steven Dubois Charles Hamelin Jordan Pierre-Gilles Maxime Laoun | 6:56.807    |

## Medagliere
| Pos.   | Paese         | Oro | Argento | Bronzo | Totale |
| ------ | ------------- | --- | ------- | ------ | ------ |
| 1      | Corea del Sud | 5   | 1       | 3      | 9      |
| 2      | Ungheria      | 4   | 0       | 0      | 4      |
| 3      | Paesi Bassi   | 1   | 1       | 4      | 6      |
| 4      | Canada        | 0   | 7       | 1      | 8      |
| 5      | Francia       | 0   | 1       | 0      | 1      |
| 6      | Belgio        | 0   | 0       | 2      | 2      |
| Totale | Totale        | 10  | 10      | 10     | 30     |